# Helene Homeyer
Helene Homeyer (* 22. Mai 1898 in München als Helene Simon beziehungsweise Helene Simon-Eckardt; † 13. Oktober 1996 am Ammersee) war eine deutsche Altphilologin, Sprachwissenschaftlerin und mittellateinische Philologin.

## Leben, Karriere und Leistungen
Helene Simon war die Tochter des Sanskritisten Richard Nathan Simon (1865–1934) und seiner Frau, der Malerin und Restauratorin Annette, geborene von Eckardt (1871–1934), die nach Helenes Geburt zeitweise Geliebte des Malers Franz Marc war. 1912 trennten sich die Eltern. Zunächst in München, später in Berlin, besuchte sie die Volksschule und anschließend das Gymnasium. Der Erste Weltkrieg und die Nachkriegszeit machten beide Elternteile mittellos. In einer Zeit, als das Studium von Frauen noch ungewöhnlich war, begann sie im Sommersemester 1918 mit ihrem Studium der Klassischen Philologie, des Sanskrit und der Klassischen Archäologie an der Berliner Universität. Zu ihren akademischen Lehrern gehörten Ulrich von Wilamowitz-Moellendorff, Eduard Norden, Hermann Diels, Eduard Fraenkel und Eduard Meyer. Im Frühjahr 1919 wechselte sie an die Universität Heidelberg, wo Otto Weinreich, Karl Meister, Ludwig Curtius und Franz Boll die wichtigsten akademischen Lehrer waren. Bei Franz Boll wurde Simon 1922 mit der Dissertation Die Charakteristik der Lebensalter bei Platon promoviert. Die angestrebte akademische Karriere konnte sie nicht beginnen, da ihr die finanziellen Mittel als Absicherung fehlten.
In den 1920er Jahren bot vor allem Berlin auch Frauen mit Simons Ausbildung die Chance auf eine angemessene Arbeitsstelle. Simon begann als wissenschaftliche Mitarbeiterin beim Verlag Walter de Gruyter zu arbeiten. Hier kam sie mit der Literatur des „lateinischen Mittelalters“ sowie dem Nachleben der antiken Texte in stärkeren Kontakt. Daneben arbeitete sie an der künstlerischen Gestaltung von Büchern mit und erwarb Wissen über die moderne Buchherstellung. Ihr Chef und Mentor wurde der Germanist, Antiquar, Literaturkritiker und Buchliebhaber Fritz Homeyer (1880–1973), der sie auch mit der von ihm geleiteten Maximilian-Gesellschaft für Bibliophilie in Verbindung brachte. Für die Gesellschaft übersetzte sie drei Briefe Platons, die 1925/26 in einem von Buchfreunden hoch geschätzten Buch mit dem Titel Tres Epistolae Platonis veröffentlicht wurden. 1926 freundete sie sich bei der Arbeit für die Herausgabe der Rimes von Christophe Plantin – erneut für die Maximilian-Gesellschaft – mit der Buchdruckerin Oda Weitbrecht an. Für den Berliner bibliophilen Abend im Jahr 1927 besorgte sie die Herausgabe von Ein frühes Lob der Buchdruckerkunst von Hieronymus Bononiensis. Sie heiratete Fritz Homeyer und beendete ihr größeres Engagement für die Maximilian-Gesellschaft 1929 mit der Übersetzung und Herausgabe von Sallusts Catilinarischen Unruhen. Danach widmete sie sich den Arbeiten zur Übersetzung des Gesamtwerkes von Hrotsvitha von Gandersheim (Roswitha von Gandersheim), das bis dahin nicht auf Deutsch vorlag. 1936 erschien es beim Verlag Ferdinand Schöningh, wo es 1973 erneut aufgelegt wurde. Es war, ebenso wie das im folgenden Jahr herausgebrachte Werk Dichterinnen der heidnischen Antike und der christlichen Frühzeit, in dem sie die Arbeiten von Autorinnen aus einem Zeitraum von mehr als 1500 Jahren versammelte, als Arbeit für eine breitere Leserschaft gedacht. Die Veröffentlichung letzteren Buches sprach auch für den fast unzeitgemäßen Mut des Verlages. Seit dem 28. August 1935 war Homeyer als „Halbjüdin“ durch ein Schreiben der Reichsschrifttumskammer jede Tätigkeit in einem kulturvermittelnden Beruf untersagt, seit dem 4. Februar 1937 auch jede Art der Publikation. Auch dieses Buch brachte der Verlag 1979 unter dem Titel Dichterinnen des Altertums und des frühen Mittelalters erneut heraus.
1938 wurde Fritz Homeyer von den zuständigen NS-Stellen zur untragbaren Person erklärt. Das Ehepaar konnte gerade noch rechtzeitig nach Großbritannien auswandern. Fritz Homeyer fand eine Stelle als Buchhändler, Helene Homeyer musste zunächst Englisch lernen (zudem lernte sie Russisch). Das tat sie erfolgreich und in einem solch überzeugenden Maße, dass sie 1943 von der Oxford University Press beauftragt wurde, ein deutsch-englisches Wörterbuch, The pocket Oxford German dictionary, zu verfassen. Es erschien erstmals 1946, letztmals in fünfter Auflage 1975. Sie übersetzte auch englischsprachige Romane von Dorothy L. Sayers, darunter beispielsweise 1958 The Nine Tailors als Die neun Schneider, ins Deutsche. Danach war sie kurz an einer Londoner Grammar School tätig, danach von 1948 bis 1951 als Tutorin an einem Londoner College. In dieser Zeit widmete sich Homeyer verstärkt der Vergleichenden Sprachwissenschaft und verfasste eine Sprachlehre der europäischen Sprachen, die 1947 bei Otto Walter in der Schweiz unter dem Titel Von der Sprache zu den Sprachen publiziert wurde. Ihre Beschäftigung mit der Spätantike und die Erfahrungen mit der NS-Diktatur in Deutschland führten wahrscheinlich 1951 zum Buch Attila. Der Hunnenkönig von seinen Zeitgenossen dargestellt. Ein Beitrag zur Wertung geschichtlicher Größe. 1951 kehrte das Ehepaar Homeyer nach Deutschland zurück.
Helene Homeyer wurde an der neu eröffneten Universität des Saarlandes in Saarbrücken wissenschaftliche Assistentin und erfüllte sich mit der Arbeit an einer deutschsprachigen Universität einen Traum. Mit der Arbeit Philologisch-historische Vorarbeiten zum Problem der Mehrsprachigkeit Italiens habilitierte sie sich 1955 in Heidelberg und wurde kurz darauf nach Saarbrücken umhabilitiert. Zum Juni des Jahres wurde sie dort Dozentin, zum 30. Dezember 1957 Privatdozentin und im Januar 1962 außerplanmäßige Professorin. Zum 1. Oktober 1963 ging Homeyer in den Ruhestand. Seinen Ruhestand verbrachte das Ehepaar in London. Helene Homeyer war weiterhin wissenschaftlich tätig und veröffentlichte immer wieder Aufsätze und selbstständige Arbeiten. Als eine der wichtigsten Arbeiten gilt Die spartanische Helena und der Trojanische Krieg. Wandlungen und Wanderungen eines Sagenkreises vom Altertum bis zur Gegenwart aus dem Jahr 1977. Nachdem 1973 ihr Mann verstorben war, kehrte sie 1978 nach Deutschland zurück und ließ sich am Ammersee in Bayern nieder. Ihre letzte veröffentlichte Arbeit wurde der Aufsatz Beobachtungen zum Weiterleben der trojanischen Abstammungs- und Gründungssagen im Mittelalter im Jahr 1983. Homeyer verstarb im 99. Lebensjahr. Ihr Nachlass wird im Universitätsarchiv Saarbrücken aufbewahrt.

## Schriften
- Dichterinnen des heidnischen Altertums und der christlichen Frühzeit, Schöningh, Paderborn 1936
  - gleichzeitig auch in Österreich bei Fürlinger in Wien und in der Schweiz bei Götschmann in Zürich erschienen
- Roswitha von Gandersheim. Werke, Schöningh, Paderborn 1936
- The pocket Oxford German dictionary, Oxford University Press, London und andere 1946
- Von der Sprache zu den Sprachen. Sprachphilosophie. Sprachlehre. Die Sprachen Europas, Walter, Olten 1947
- Attila. Der Hunnenkönig von seinen Zeitgenossen dargestellt. Ein Beitrag zur Wertung geschichtlicher Grösse, de Gruyter, Berlin 1951
- Die antiken Berichte über den Tod Ciceros und ihre Quellen, Grimm, Baden-Baden 1964 (Deutsche Beiträge zur Altertumswissenschaft, Band 18)
- Lukian: Wie man Geschichte schreiben soll, Fink, München 1965
- Hrotsvitha von Gandersheim: opera, Schöningh, Paderborn-München-Wien 1970
- Die spartanische Helena und der Trojanische Krieg. Wandlungen und Wanderungen eines Sagenkreises vom Altertum bis zur Gegenwart, Steiner, Wiesbaden 1977, ISBN 3-515-02534-0 (Palingenesia, Band 12)